# Meiogyne virgata
Thiều nhụy nhẵn (danh pháp khoa học: Meiogyne virgata) là loài thực vật có hoa thuộc họ Na. Loài này được Carl Ludwig Blume mô tả khoa học đầu tiên năm 1825 dưới danh pháp Unona virgata. Năm 1865 Friedrich Anton Wilhelm Miquel chuyển nó sang chi Meiogyne.

## Phân bố
Borneo, Java, Malaysia bán đảo, Philippines, Thái Lan, Việt Nam.